# Sociedade Esportiva Palmeiras
La Sociedade Esportiva Palmeiras, nota semplicemente come Palmeiras, è una società polisportiva di San Paolo del Brasile. Milita nella Série A, la massima serie del campionato brasiliano di calcio.
Fondata il 26 agosto 1914 (S. Alessandro) da immigrati italiani dopo la tournée brasiliana delle squadre della Pro Vercelli e del Torino, negli anni successivi diventò una polisportiva e aprì alla pallacanestro, all'hockey su pista, alla pallavolo e al calcio a 5. La squadra di calcio gioca all'Allianz Parque, impianto inaugurato nel 2014 sul terreno dove sorgeva il vecchio stadio Palestra Itália, denominazione utilizzata comunemente per indicare anche il nuovo stadio. La ragione sociale originaria del club, Palestra Itália (da cui il nome dello stadio), venne mutata con quella attuale il 13 settembre 1942, dopo l'entrata in guerra del Brasile contro le nazioni dell'Asse. Un destino simile fu quello del Cruzeiro, squadra di Belo Horizonte.
Ebbe tra le sue file calciatori famosi come Djalma Santos e Vavá, campioni del mondo nel 1958 e nel 1962, Roberto Carlos e Cafu, campioni del mondo nel 2002, e Rivaldo, Pallone d'oro nel 1999 e campione del mondo nel 2002. Allenatori famosi del Palmeiras furono Luiz Felipe Scolari e Wanderlei Luxemburgo, che poi allenarono anche la "Seleção".
I colori sociali sono il verde e il bianco. Il soprannome tradizionale della squadra è "Verdão" (Verdone) mentre la sua mascotte è un pappagallo verde ("Periquito").
Il Palmeiras ha vinto almeno una volta tutte le competizioni nazionali che ha disputato e per questo ha ricevuto il titolo di Campione del secolo del calcio brasiliano prima dalla Federação Paulista de Futebol nel 1999, poi dal giornale O Estado de São Paulo, dalla Rivista Placar e dal giornale Folha de São Paulo.
Tra i numerosi successi del Palmeiras si ricordano le tre Coppe Libertadores (1999, 2020, 2021), la Recopa Sudamericana (2022) e la vittoria, nel 1951, del Torneo Internazionale dei Club Campioni, competizione non ufficiale organizzata dalla Confederação Brasileira de Desportos che la FIFA considera antesignana de facto della Coppa Intercontinentale e della Coppa del mondo per club.

## Storia

### Nascita
Fondato il 26 agosto 1914 dalla colonia italiana nella città di San Paolo, sotto il nome di "Sociedade Esportiva Palestra Itália" o in italiano Società Sportiva Palestra Italia. La sua fondazione è data dalla presenza di due squadre italiane in Brasile, la Pro Vercelli e il Torino, spingendo così quattro giovani italiani a creare una squadra per la colonia italiana, i nomi erano: Luigi Cervo, Luigi Marzo, Vincenzo Ragognetti ed Ezequiel Simone. Dopo che il Palestra fu fondato, nel 1914, Matturo Fabi, fratello di Luis Fabi, andò a giocare nel club. Dettaglio: nessuno dei fratelli fece parte della lista dei 46 fondatori. Matturo Fabi giocò per molti anni nel Palestra. Il fratello Luis giocò nel Corinthians e segnò il primo gol di quella squadra nel 1910. Continuò fino a metà del 1913, quando lasciò il club e fu a giocare in altre squadre della periferia. Arrivò al Palestra anni dopo, ma giocò appena una partita. Importante sottolineare che il verbale di fondazione fu scritto in italiano.
Il primo presidente fu Ezequiel Simone, che rimase solo diciannove giorni in carica. Fra agosto del 1914 e gennaio del 1915 il Palestra ha organizzato la sua prima presentazione alla città e principalmente alla colonia italiana residente a San Paolo. Il grande ballo di inaugurazione si tenne nelle sale del club "Germânia" - situato nella via "Dom José de Barros" e affittato all'epoca per 300 000 réis - con una festa il giorno 9 gennaio, un sabato.

### Le prime partite
Nei primi mesi, il calcio era praticato soltanto come attività ricreativa fra i membri, in un campo affittato nel quartiere Vila Mariana. Questo campo era dove oggi si localizza Vila Clementino, molto vicino all'attuale area del Parco di Ibirapuera. Il 24 gennaio 1915 il Palestra disputa la sua prima amichevole, contro il Savóia di Sorocaba (attuale Votorantim Futebol Clube, poiché la squadra aveva la sede nell'attuale municipio di Votorantim, all'epoca frazione di Sorocaba), vincendo per 2 a 0, con goal di Bianco e Allegretti. Lo scudo adottato è la Croce dei Savoia. Fino all'anno seguente, il Palestra fece solo amichevoli e, con l'appoggio del A.A. Palmeiras, riuscì a iscriversi presso l'"Associação Paulista de Esportes Atléticos", che all'epoca era chi comandava i grandi club paulisti. Il debutto in un campionato si tenne il 13 maggio, nel campo del A.A. Palmeiras che all'epoca era conosciuto come "Chacara Floresta". La partita fu contro il l'A.A. Mackenzie College, pareggiando 1 a 1. La formazione fu la seguente: Fabrini, Grimaldi e Rico, Fabio II, Bianco e De Biase, Gobbato, Valle II, Vescovini, Bernardini e Cestri. Nello stesso anno 1916 la squadra si affiliò all'Associação Paulista de Esportes Atléticos (Apea) per disputare il "Campeonato Paulista de Futebol". Nel 1917 la maglietta fu cambiata, togliendo la striscia bianca esistente. Fu cambiato anche lo scudo, passando ad essere un circolo con le cifre P e I.
Nel "campeonato paulista" del 1917, il Palestra conquista il primo vicecampionato. Lo stesso anno il Palestra affronta per la prima volta quello che diventerà il suo maggiore rivale, il Corinthians, in due gare, due vittorie (3-0 e 3-1). Il 1919 il Palestra fu un'altra volta vicecampione.

### I primi successi

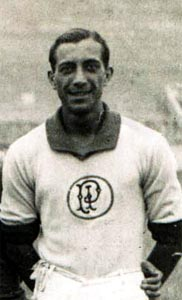
Nascimento, uno dei maggiori idoli nella storia del club

Il 19 dicembre 1920, il Palestra conquista il suo primo titolo, con una vittoria (2-1) contro il Paulistano. Un anno dopo, la "Società Palestra Itália" comprò per circa 500 "contos de réis", una parte del terreno appartenente alla Companhia Antarctica Paulista, dove avrebbe costruito il suo stadio con il nome di Palestra Itália. Fra il 1921, 1922 e 1923 il Palestra diventa vicecampione tre volte consecutive del campionato paulista.
Nel 1926 il Palestra ottiene un'altra volta il titolo, vincendo nove volte su nove partite, segnando 33 volte, e essendo Heitor il capocannoniere con 18 gol. Nel 1927 ottiene il primo bicampionato. Nel 1929 in una partita con il Ferencváros, il Palestra entra in campo con una divisa azzurra. All'inizio degli anni 30, più precisamente nel 1931, tre giocatori sono ceduti a squadre estere: Rizzetti e Serafini vanno alla Lazio e Ministrinho alla Juventus. Nel 1932 il Palestra conquista il titolo "Paulista" con la miglior campagna nella storia della competizione: 11 partite, 11 vittorie, 48 gol fatti e appena 8 subiti. Il campionato del 32 fu caratterizzato dalla Rivoluzione Costituzionalista, che provocò la sospensione del campionato per 4 mesi.
Questo dovuto al fatto che la sede dei club servirono come alloggiamento e infermerie per gli ufficiali coinvolti nella Rivoluzione. L'anno seguente il Palestra ha una doppia vittoria, il campionato paulista e il torneo Rio-San Paolo. Nel 1934 il Palestra è tricampione paulista per la prima volta. Nel 1935 il Palestra inizia a farsi conoscere fuori del paese, disputando amichevoli contro il Boca Juniors (pareggio per 1 a 1), l'Espanyol, di Barcellona (sconfitta per 2 a 0). Nel 1940 il Palestra ebbe l'onore di inaugurare lo stadio Pacaembu, incontrando il Coritiba e vincendolo con una goleada (6 a 2). Nel 1941 debutta nella squadra quello che sarà l'idolo negli anni 40, il portiere Oberdan Cattani. Sarà il portiere palestrino per 15 anni.

### Cambio di nome
Il 13 settembre del 1942, durante la Seconda guerra mondiale, cambiò il nome in Sociedade Esportiva Palmeiras, a causa della situazione delicata in cui si trovò il Club, con un nome evidentemente italiano, dopo la decisione dell'allora presidente e dittatore Getúlio Vargas di partecipare alla Seconda guerra mondiale appoggiando gli Alleati (nemici, quindi, di Italia, Germania e Giappone). Subito dopo cambiò lo stemma, adesso solo con la lettera P stampata. Il nome fu scelto dopo che furono scartate durante una riunione le opzioni Piratininga, Brasil, Palestra São Paulo, tra le altre. Il nome fu scelto anche in omaggio all'Associação Atlética das Palmeiras, ex-club dei calciatori che componevano la squadra del Palmeiras-Palestra Itália. I colori verde e bianco rimangono. Nello stesso anno conquista, contro il São Paulo, il primo títolo paulista con il nuovo nome.

### La Copa Rio del 1951
Nel 1951 arrivò la vittoria nella prima edizione della Copa Rio, competizione non ufficiale riconosciuta dalla FIFA come il primo torneo per club di livello mondiale.

### Anni 1960 e 1970
Negli anni 1960 la qualità del gioco del Palmeiras fece sì che il club iniziasse ad essere appellato come Academia de Futebol (in italiano Accademia del calcio). Guidato da Filpo Nunez, nel 1965 il club vinse il Torneo Rio-San Paolo, sfoderando grandi prestazioni.
Alla fine degli anni 1970, il Palmeiras vinse la Coppa del Brasile e il Torneo Roberto Gomes Pedrosa. I giocatori più rappresentativi di questo periodo furono senza dubbio Luís Pereira, Leivinha, Emerson Leão, Dudu, César e Ademir da Guia.
Durante la gestione Oswaldo Brandão il club conquistò numerosi trofei, tra i quali tre campionati dello Stato di San Paolo e due campionati brasiliani.

### Declino
Archiviate le vittorie degli anni 1960 e 1970, il club entrò in una fase di declino. Tuttavia nel 1986, il Palmeiras riuscì a raggiungere la finale del campionato statale a dieci anni di distanza dall'ultimo successo nella competizione ma perse in finale contro l'Inter de Limeira.
Nel 1989 il Palmeiras ebbe un'altra occasione per celebrare la vittoria di un titolo ma fu eliminato dal Bragantino nella semifinale del campionato dello Stato di San Paolo.

### Anni 1990 e 2000

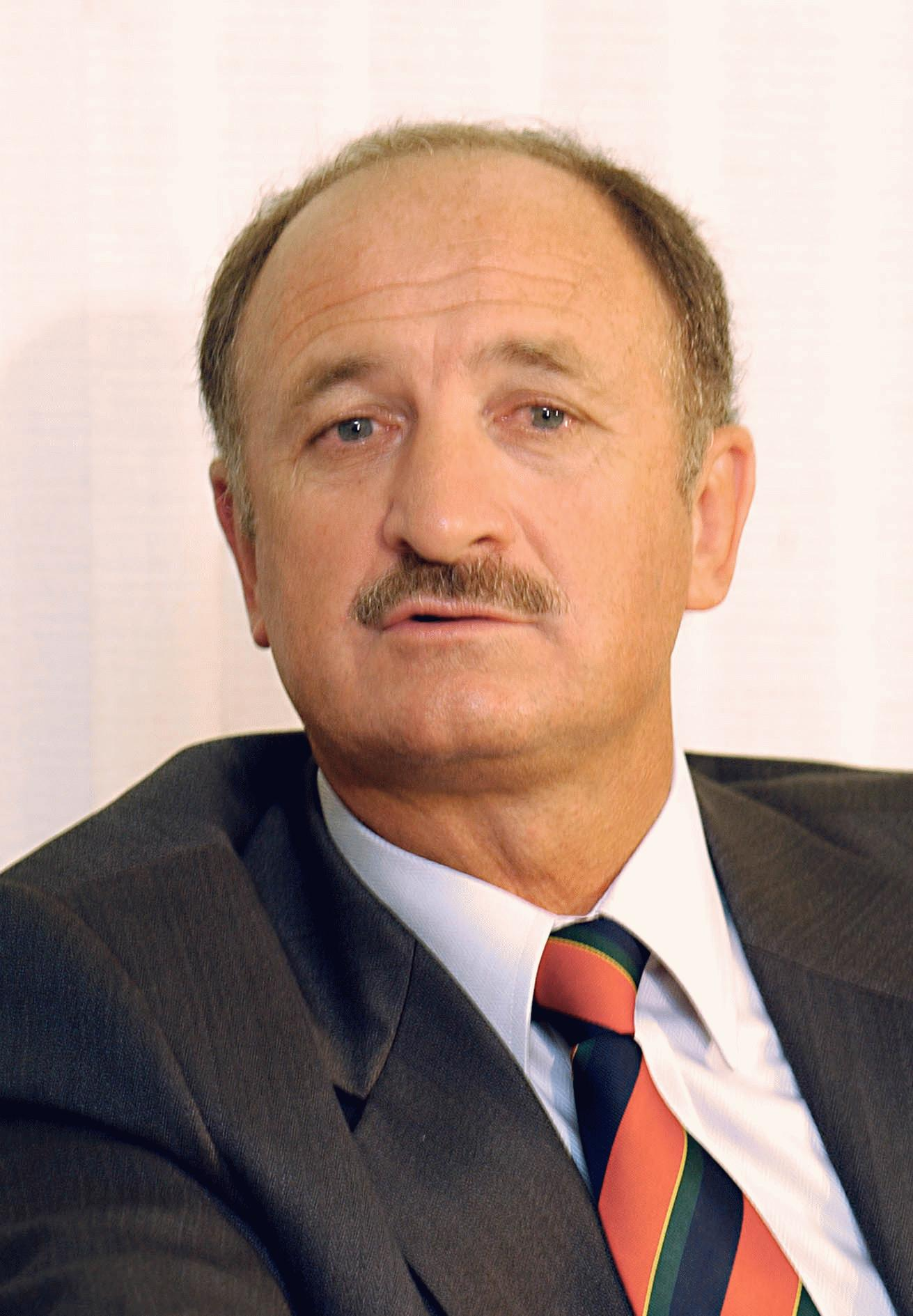
Luiz Felipe Scolari, allenatore della squadra campione della Coppa Libertadores 1999

Negli anni 1990, il Palmeiras tornò competitivo ai massimi livelli soprattutto grazie all'accordo di sponsorizzazione siglato con l'azienda italiana della Parmalat. Nel 1993 Il club vinse il campionato paulista, battendo in finale il Corinthians, il Torneo Rio-San Paolo e il campionato brasiliano. L'anno successivo il Palmeiras vinse nuovamente sia il campionato statale che quello brasiliano.
Nel 1996 arrivò la vittoria del campionato paulista mentre nel 1998 il Palmeiras vinse la Coppa Mercosur e la Coppa del Brasile.
L'anno successivo il club raggiunse uno dei punti più alti della propria storia: potendo contare su giocatori del calibro di Evair, Zinho, Roque Junior, Alex, Marcos e César Sampaio, il Palmeiras vinse la Coppa Libertadores. Il successo arrivò al termine della doppia finale contro il Deportivo Cali: dopo aver perso per 1-0 la gara di andata in Colombia, il Palmeiras si impose in casa per 2-1 vincendo il trofeo ai calci di rigore.
Nello stesso anno il Palmeiras disputò la finale di Coppa Intercontinentale contro il Manchester United: nonostante una buona prestazione, gli inglesi si imposero per 1-0 spezzando così il sogno dei brasiliani di diventare campioni del mondo.
In ragione dei numerosi successi a livello nazionale e internazionale, il Palmeiras fu nominato Miglior club brasiliano del XX secolo dalla Federazione calcistica dello Stato di San Paolo (FPF), dai quotidiani Folha ed Estado de São Paulo, dalla rivista Placar e dalla Federazione Internazionale di Storia e Statistica del Calcio (IFFHS).
Nel 2000 il club disputò addirittura quattro finali: se nel Torneo Rio-San Paolo e nella Coppa dei Campioni del Brasile arrivarono due vittorie, rispettivamente contro il Vasco da Gama e lo Sport Recife, in Coppa Libertadores e nella Coppa Mercosur Il Palmeiras uscì sconfitto, rispettivamente contro il Boca Juniors e il Vasco da Gama.

### Il nuovo secolo
Dopo la fine del contratto di sponsorizzazione con la Parmalat, il club si ritrovò alle prese con diversi problemi. Dopo un'annata interlocutoria nel 2001, quando nonostante tutto raggiunse la semifinale di Coppa Libertadores contro il Boca 

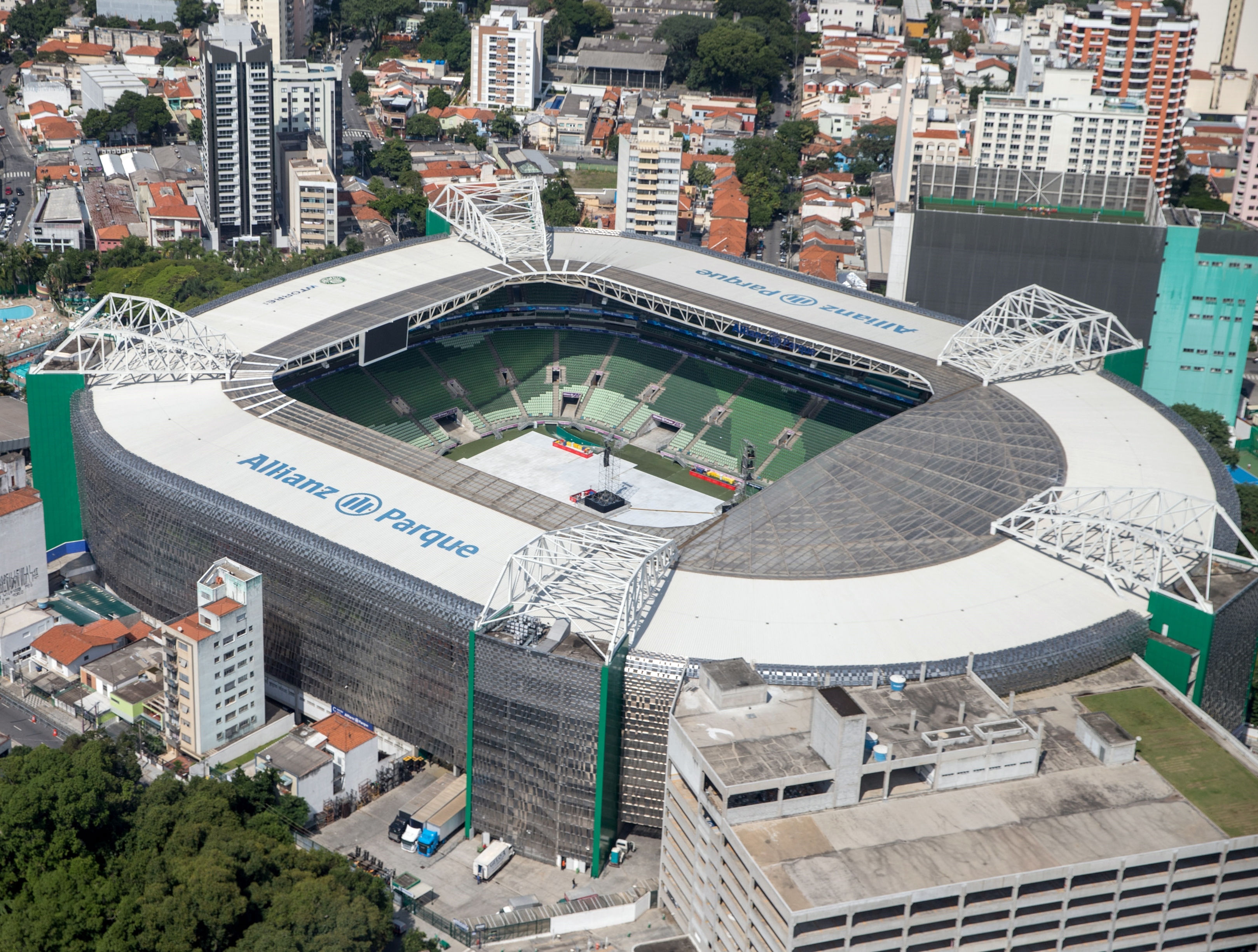
Veduta aerea dell'Allianz Parque nel 2019

Juniors, nel 2002 il club dovette subire l'onta della retrocessione nel campionato brasiliano di seconda divisione. Il ritorno in massima serie avvenne nel 2004. Nel 2004 e nel 2005 il club si classificò al quarto posto, guadagnandosi la qualificazione in Coppa Libertadores (venendo eliminato in entrambi i casi agli ottavi dal San Paolo).
Nel 2008, grazie ad un accordo con la Traffic, il club tornò ad investire sul mercato. Guidato da Wanderlei Luxemburgo, il Palmeiras vinse il suo ventiduesimo campionato paulista. Sempre nel 2008 vennero avviati i lavori per la costruzione del nuovo stadio.
Nel 2009 il club raggiunse i quarti di finale della Coppa Libertadores, perdendo con gli uruguaiani del Nacional in virtù della regola del gol fuori casa. Sempre nello stesso anno il Palmeiras sembrò poter conquistare il campionato brasiliano ma alla fine si classificò solo quinto.
Dal 2010 al 2014 il Palmeiras giocò allo Stadio Pacaembu vista l'indisponibilità del vecchio Palestra Itália Stadium che fu demolito.
Nel 2012 il Palmeiras, guidato di nuovo da Luiz Felipe Scolari, vinse la Coppa del Brasile battendo in finale Coritiba. Tuttavia tre mesi dopo l'allenatore lasciò la guida del club aprendo una crisi di risultati che a fine stagione causarono una nuova retrocessione in seconda divisione.

### Il ritorno al successo
Nel 2013 Paulo Nobre è eletto alla presidenza del club. Sotto la sua amministrazione, il club recupera stabilità finanziaria e nel volgere di poco tempo ottiene la promozione nella massima serie del campionato brasiliano, assicurandosi la partecipazione alla Série A nella stagione del centenario del club.
La stagione successiva è la prima giocata nel nuovo stadio, l'Allianz Parque, inaugurato nel novembre del 2014. Il Palmeiras raggiunge la finale del campionato paulista, ma perde in finale con il Santos. In Série A non va oltre il sedicesimo posto. Nel 2015 arriva il terzo titolo nella Coppa del Brasile, il primo vinto all'Allianz Parque, contro il Santos. Nel 2016 il Palmeiras riesce a tornare alla vittoria del campionato brasiliano rompendo un digiuno durato 22 anni: guidato dall'allenatore Cuca, grazie ai gol di Gabriel Jesus, guida la classifica per 29 giornate e si aggiudica il titolo il 27 novembre, grazie alla vittoria per 1-0 contro la Chapecoense nell'ultima partita della squadra catarinense prima del disastro aereo. Dopo il secondo posto del 2017, il Verdão si aggiudica il decimo titolo nazionale nel 2018, diventando la prima squadra brasiliana ad andare in doppia cifra per titoli nazionali vinti.
Nel gennaio 2021 il Palmeiras ha vinto per la seconda volta la Coppa Libertadores (edizione 2020), battendo in finale i rivali del Santos per 1-0 allo stadio Maracanã. Nella Coppa del mondo per club FIFA 2020 si è poi piazzato quarto. Nel mese di novembre il club si è aggiudicato per la terza volta (la seconda consecutiva) la massima manifestazione continentale, superando in finale i connazionali del Flamengo allo stadio Centenario di Montevideo. Con questo successo il club paulista è diventato la prima squadra dal 2001 ad aggiudicarsi il trofeo in due edizioni consecutive. Nella successiva Coppa del mondo per club FIFA 2021 superò le semifinali, battendo l'Al-Ahly per 2-0, poi fu sconfitto in finale dal Chelsea per 2-1 dopo i tempi supplementari, chiudendo al secondo posto.

## Tifoseria

### I tifosi
Il Palmeiras ha circa 16 milioni di tifosi in tutto il Brasile (6%), più o meno gli stessi numeri del São Paulo.
La Torcida Uniformizada do Palmeiras (TUP), fondata nel 1970, è il gruppo di tifosi del Palmeiras più antico ancora esistente.
Nel 2021 si sono riallacciati e quindi intensificati rapporti tra il club e la Football Club Pro Vercelli 1892, la cui terza maglia è stata realizzata proprio in "verde Palmeiras". È del 2023 la realizzazione di uno speciale tv per celebrare questo evento, che è sfociato sabato 6 maggio 2023 con la giornata-show in onore dei "Verdoni", organizzata allo stadio 
"Silvio Piola, ex Leonida Robbiano" dalla FC Pro Vercelli 1892, presenti il Responsabile Relazioni Esterne del Palmeiras Marcelo Solarino, Altafini ed Evair.

### Le rivalità
Le tre principali rivalità del Palmeiras sono le squadre di São Paulo.
La partita contro il Corinthians si chiama il derby paulista, mentre quella contro il São Paulo si chiama il Choque Rei e quella contro il Santos si chiama il Clássico da Saudade.

## Organico

### Rosa 2025
| N. |                      | Ruolo | Calciatore               |
| -- | -------------------- | ----- | ------------------------ |
| 1  | Brasile (bandiera)   | P     | Mateus                   |
| 2  | Brasile (bandiera)   | D     | Marcos Rocha             |
| 3  | Brasile (bandiera)   | D     | Bruno Fuchs              |
| 4  | Argentina (bandiera) | D     | Agustín Giay             |
| 5  | Argentina (bandiera) | C     | Aníbal Moreno            |
| 6  | Brasile (bandiera)   | D     | Vanderlan                |
| 7  | Brasile (bandiera)   | A     | Felipe Anderson          |
| 9  | Brasile (bandiera)   | A     | Vitor Roque              |
| 10 | Brasile (bandiera)   | A     | Paulinho                 |
| 11 | Brasile (bandiera)   | C     | Bruno Rodrigues          |
| 12 | Brasile (bandiera)   | D     | Mayke                    |
| 13 | Brasile (bandiera)   | D     | Micael                   |
| 14 | Brasile (bandiera)   | P     | Marcelo Lomba            |
| 15 | Paraguay (bandiera)  | D     | Gustavo Gómez (capitano) |
| 17 | Uruguay (bandiera)   | C     | Facundo Torres           |
| 18 | Brasile (bandiera)   | C     | Maurício                 |

| N. |                      | Ruolo | Calciatore        |
| -- | -------------------- | ----- | ----------------- |
| 21 | Brasile (bandiera)   | P     | Weverton          |
| 22 | Uruguay (bandiera)   | D     | Joaquín Piquerez  |
| 23 | Brasile (bandiera)   | C     | Raphael Veiga     |
| 26 | Brasile (bandiera)   | D     | Murilo            |
| 27 | Colombia (bandiera)  | C     | Richard Ríos      |
| 30 | Brasile (bandiera)   | C     | Lucas Evangelista |
| 31 | Brasile (bandiera)   | A     | Luighi            |
| 32 | Uruguay (bandiera)   | C     | Emiliano Martínez |
| 34 | Brasile (bandiera)   | D     | Naves             |
| 38 | Brasile (bandiera)   | C     | Figueiredo        |
| 39 | Brasile (bandiera)   | A     | Thalys            |
| 40 | Brasile (bandiera)   | C     | Allan             |
| 42 | Argentina (bandiera) | A     | José Manuel López |
| 43 | Brasile (bandiera)   | D     | Luis Benedetti    |
|    | Brasile (bandiera)   | D     | Khellven          |
|    | Brasile (bandiera)   | D     | Jefté             |

## Giocatori celebri
- Giovanni Del Ministro
- Marco Osio
- Primo Zanotta
- Elisio Gabardo
- Goliardo Gelardi
- José Altafini
- Pedro Sernagiotto
- Ademir da Guia
- Alex
- Alfredo Mostarda
- Amaral
- Américo Murolo
- Antônio Carlos Zago
- Baldocchi
- Cafu
- César Maluco
- César Sampaio
- Chinesinho
- Cléber
- Deyverson
- Djalma Dias
- Djalma Santos
- Djalminha
- Edmundo
- Enzio Enrique Serafini
- Evair
- Felipe Melo
- Fernando Prass
- Flávio Conceição
- Gabriel Jesus
- Gérson Caçapa
- Heitor Marcelino Domingues
- Humberto Tozzi

- Jair Rosa Pinto
- Jorge Mendonça
- Jorginho Putinatti
- Julinho
- Júnior
- Júnior Baiano
- Leão
- Leivinha
- Luís Pereira
- Marcos
- Marcos Assunção
- Mazinho
- Mirandinha
- Oberdan Cattani
- Oséas
- Raphael Veiga
- Rinaldo Amorim
- Rivaldo
- Roberto Carlos
- Rodrigues
- Romeu
- Roque Júnior
- Vavá
- Weverton
- Zé Roberto
- Zequinha
- Zinho
- Luis Artime
- Yerry Mina
- Francisco Arce
- Gustavo Gómez
- Alberto Gallardo
- Jorge Valdivia

### Vincitori di titoli
Campioni del mondo
- José Altafini (Svezia 1958)
- Djalma Santos (Cile 1962)
- Zequinha (Cile 1962)
- Vavá (Cile 1962)
- Baldocchi (Messico 1970)
- Leão (Messico 1970)
- Zinho (Stati Uniti 1994)
- Mazinho (Stati Uniti 1994)
- Marcos (Corea del Sud-Giappone 2002)

Campioni del Sudamerica
- Jorge Valdivia (Cile 2015)

Oro olimpico
- Gabriel Jesus (Rio de Janeiro 2016)
- Gabriel Menino (Tokyo 2020)

## Palmarès

### Competizioni nazionali
- Taça Brasil/Campionato brasiliano: 12  (record)

1960, 1967, 1967, 1969, 1972, 1973, 1993, 1994, 2016, 2018, 2022, 2023
- Coppa del Brasile: 4

1998, 2012, 2015, 2020
- Supercoppa del Brasile: 1

2023
- Campeonato Brasileiro Série B: 2 (record)

2003, 2013
- Copa dos Campeões: 1 (record)

2000

### Competizioni interstatali
- Torneo Rio-San Paolo: 5 (record)

1933, 1951, 1965, 1993, 2000

### Competizioni statali
- Campionato paulista: 26

1920, 1926, 1927, 1932, 1933, 1934, 1936, 1940, 1942, 1944, 1947, 1950, 1959, 1963, 1966, 1972, 1974, 1976, 1993, 1994, 1996, 2008, 2020, 2022, 2023, 2024
- Taça Cidade de São Paulo: 4

1945, 1946, 1950, 1951

### Competizioni internazionali
- Torneo Internazionale dei Club Campioni: 1 [N 1]

1951
- Coppa Libertadores: 3  (record brasiliano a pari merito con il Santos, il San Paolo, il Flamengo ed il Grêmio)

1999, 2020, 2021
- Recopa Sudamericana: 1

2022
- Coppa Mercosur: 1  (record)

1998

### Esplicative
1. ↑  Competizione non riconosciuta come ufficiale dalla CONMEBOL e dalla FIFA, ma dichiarata antesignana de facto della Coppa del Mondo per Club FIFA, cfr. Statistical Kit FIFA CWC 2017 Archiviato il 30 dicembre 2017 in Internet Archive.

### Bibliografiche
1. 1 2  Secondo lo statuto FIFA, le competizioni ufficiali sono quelle per squadre rappresentative organizzate dalla FIFA o da qualsiasi confederazione. Le squadre rappresentative sono generalmente squadre nazionali, ma anche squadre di club che rappresentano una confederazione in competizioni interconfederali o un'associazione membro in competizioni confederali, cfr. (EN) FIFA Statutes, April 2016 edition (PDF), su resources.fifa.com, Fédération Internationale de Football Association, aprile 2016,  p. 5. URL consultato l'11 settembre 2019 (archiviato dall'url originale il 10 dicembre 2019).; (EN) Statistical kit FIFA Club World Cup UAE 2018, su resources.fifa.com, Fédération Internationale de Football Association, 10 dicembre 2018,  p. 13. URL consultato l'11 settembre 2019 (archiviato dall'url originale il 27 marzo 2019).; (EN) 2018/19 UEFA Champions League regulations (PDF), su uefa.com, Union of European Football Associations,  p. 10.
2. 1 2  Fino al 1955 la FIFA si è limitata ad autorizzare la creazione di competizioni in ambito internazionale indirizzate ai club, solo nel caso in cui fossero organizzate almeno da due associazioni membro; dal 1955 ha assegnato alle confederazioni il diritto esclusivo a organizzare competizioni ritenute ufficiali, cfr. (EN) Union des Associations Européennes de Football, 50 years of the European Cup (PDF), su kassiesa.net, ottobre del 2004,  pp. 7-9. URL consultato il 4 dicembre 2011.
3. 1 2  Cfr. (PT) FIFA ignora Taça Latina do Benfica, FC Porto é o clube português com mais títulos, su publico.pt, 25 maggio 2011. URL consultato il 20 dicembre 2012 (archiviato dall'url originale il 16 giugno 2015).
4. ↑  (PT) Fifa confirma Corinthians como 1º campeão mundial e frustra Palmeiras, su esporte.uol.com.br, 15 dicembre 2007. URL consultato il 9 luglio 2014.
5. ↑  (PT) Martin Fernandez, Vicente Seda, Fifa vê título de 51 do Verdão como de "nível mundial", mas separa campeões, in O Globo, 11 agosto 2014. URL consultato il 28 dicembre 2014.
6. ↑  (EN) Paulo Martins, Copa Rio de Janeiro 1951, su rsssf.com, 3 gennaio 2008.
7. ↑   M. Cannone, Libertadores al Palmeiras. Santos k.o. al 9’ di recupero!, in La Gazzetta dello Sport, 30 gennaio 2021. URL consultato il 28 novembre 2021.
8. ↑   Il Palmeiras vince la Copa Libertadores: battuto 2-1 il Flamengo in finale, in Sport Mediaset, 27 novembre 2021. URL consultato il 28 novembre 2021.
9. ↑  (PT) Datafolha: Flamengo tem maior torcida do país com 20%; veja lista, su VEJA. URL consultato il 2 aprile 2020 (archiviato dall'url originale il 27 luglio 2020).
10. ↑   Fifa reconhece mundial conquistado pelo Palmeiras em 1951, su cenariomt.com.br. URL consultato il 16 dicembre 2015 (archiviato dall'url originale il 4 marzo 2016).
11. ↑   Globo Esporte, Fifa vê título de 51 do Verdão como de "nível mundial", mas separa campeões, su globoesporte.globo.com.